# Chilton (Wisconsin)
Chilton – miasto w Stanach Zjednoczonych, w stanie Wisconsin, siedziba administracyjna hrabstwa Calumet.